# Colony Club

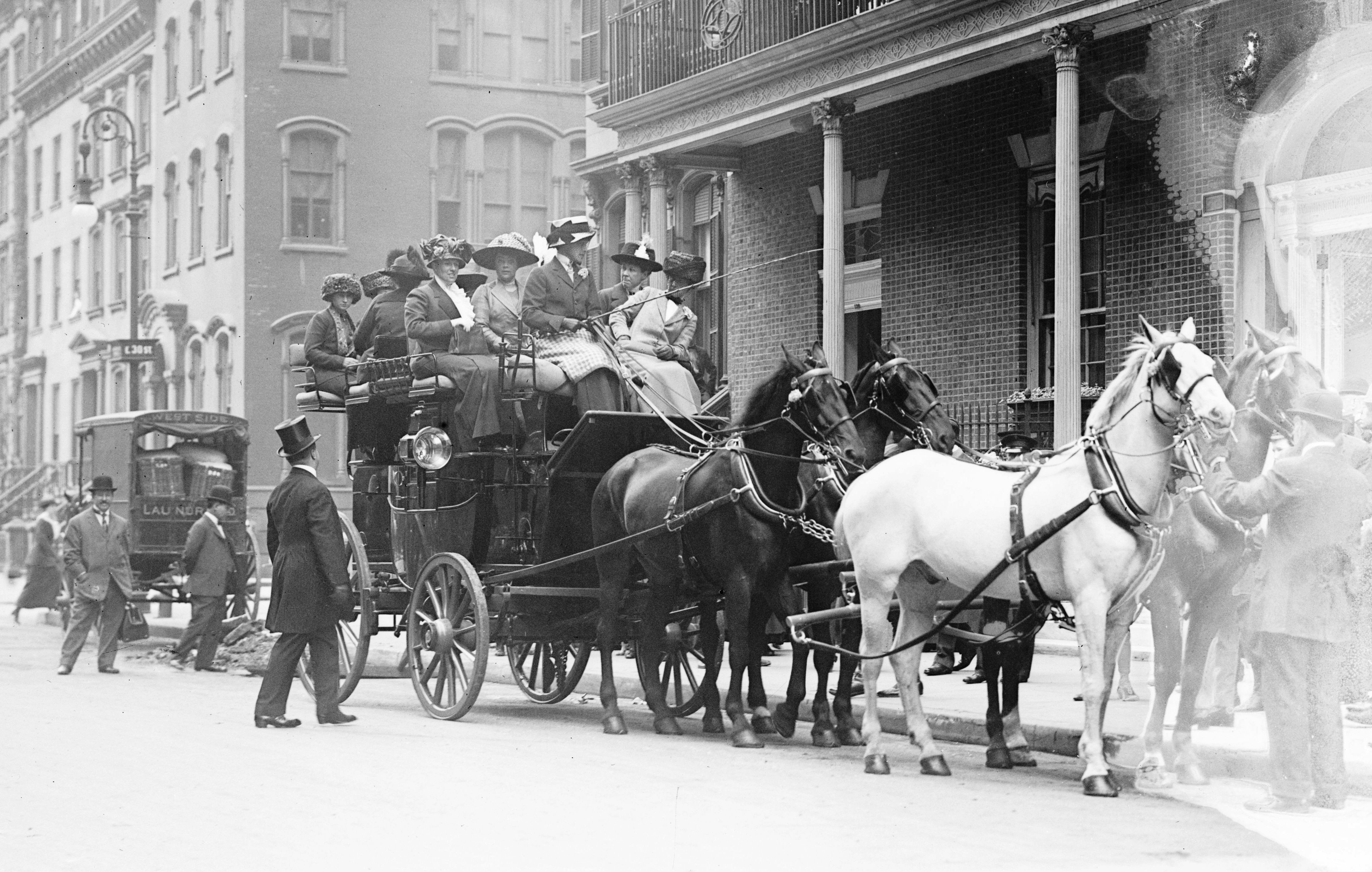
Dames new-yorkaises arrivant devant le Colony Club, en 1911.

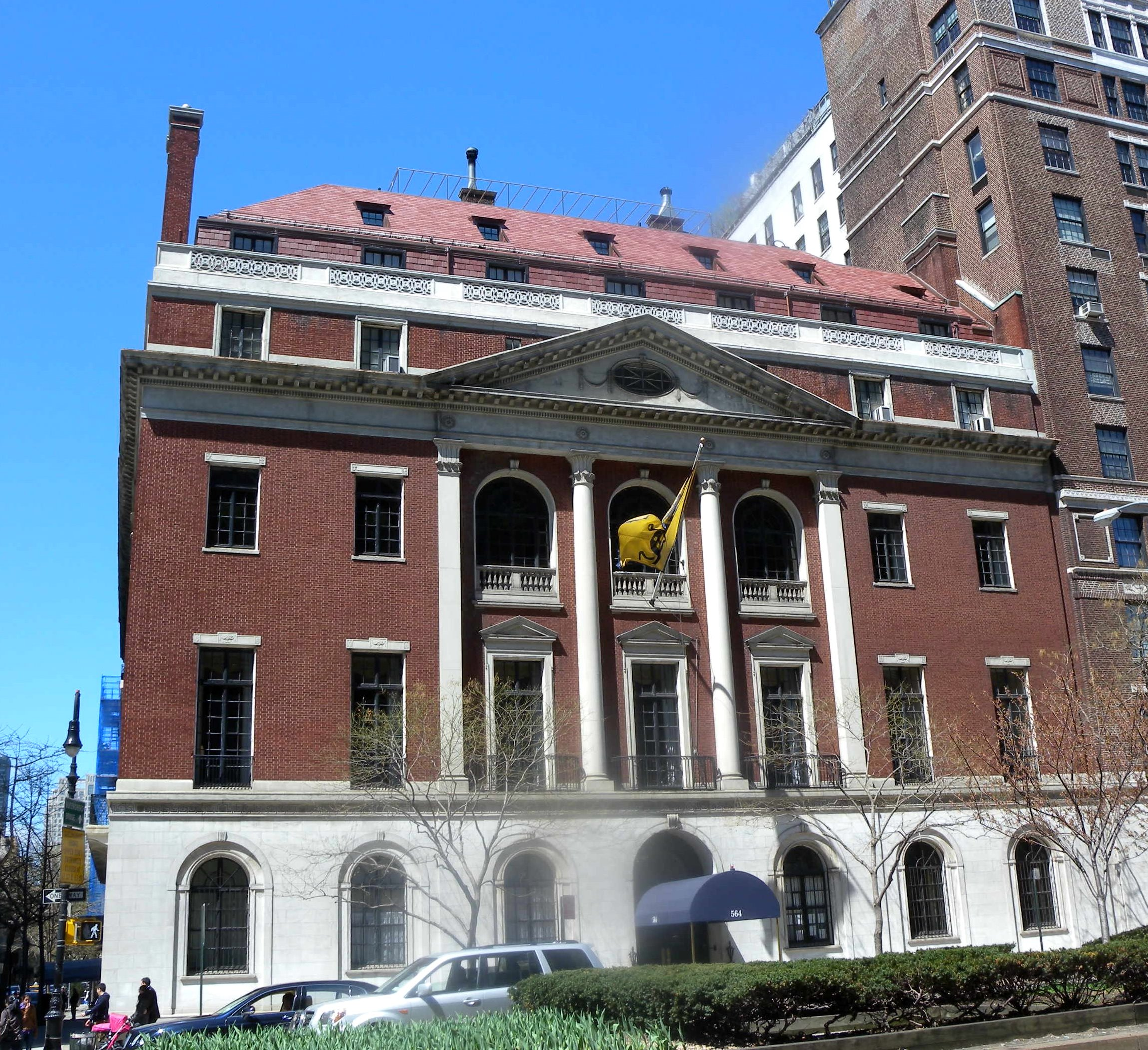
Le bâtiment du Colony Club depuis 1916.

Le Colony Club est un club social réservés aux femmes de la bonne société, situé à New York. Fondé en 1903 par Florence Jaffray Harriman, épouse de J. Borden Harriman, il s'agit historiquement du plus ancien club féminin de la ville fondé par et pour les femmes. De nos jours, les hommes sont admis, mais uniquement en tant qu'invités.

## Histoire
La décoratrice Elsie de Wolfe aménagea le bâtiment au début du XXe siècle.

## Membres célèbres
- Madeleine Astor, seconde épouse de  John Jacob Astor IV
- Florence Jaffray Harriman, fondatrice
- Elisabeth Marbury
- Anne Morgan, fille de J. P. Morgan, membre fondatrice
- Frances Louisa Tracy Morgan, femme de J. P. Morgan
- Judith Peabody
- Abby Aldrich Rockefeller
- Julia Catlin Park Taufflieb, première femme américaine à recevoir la Légion d'honneur (décoration française)
- Ava Lowle Willing, première épouse John Jacob Astor IV, membre fondatrice

## Dans la culture populaire
Dans l'épisode 14 de la saison 2 de Gossip Girl, Blair Waldorf essaie d'intégrer le Colony Club.

## Sources
- (en) Cet article est partiellement ou en totalité issu de l’article de Wikipédia en anglais intitulé « Colony Club » (voir la liste des auteurs).